# 手线捕鱼

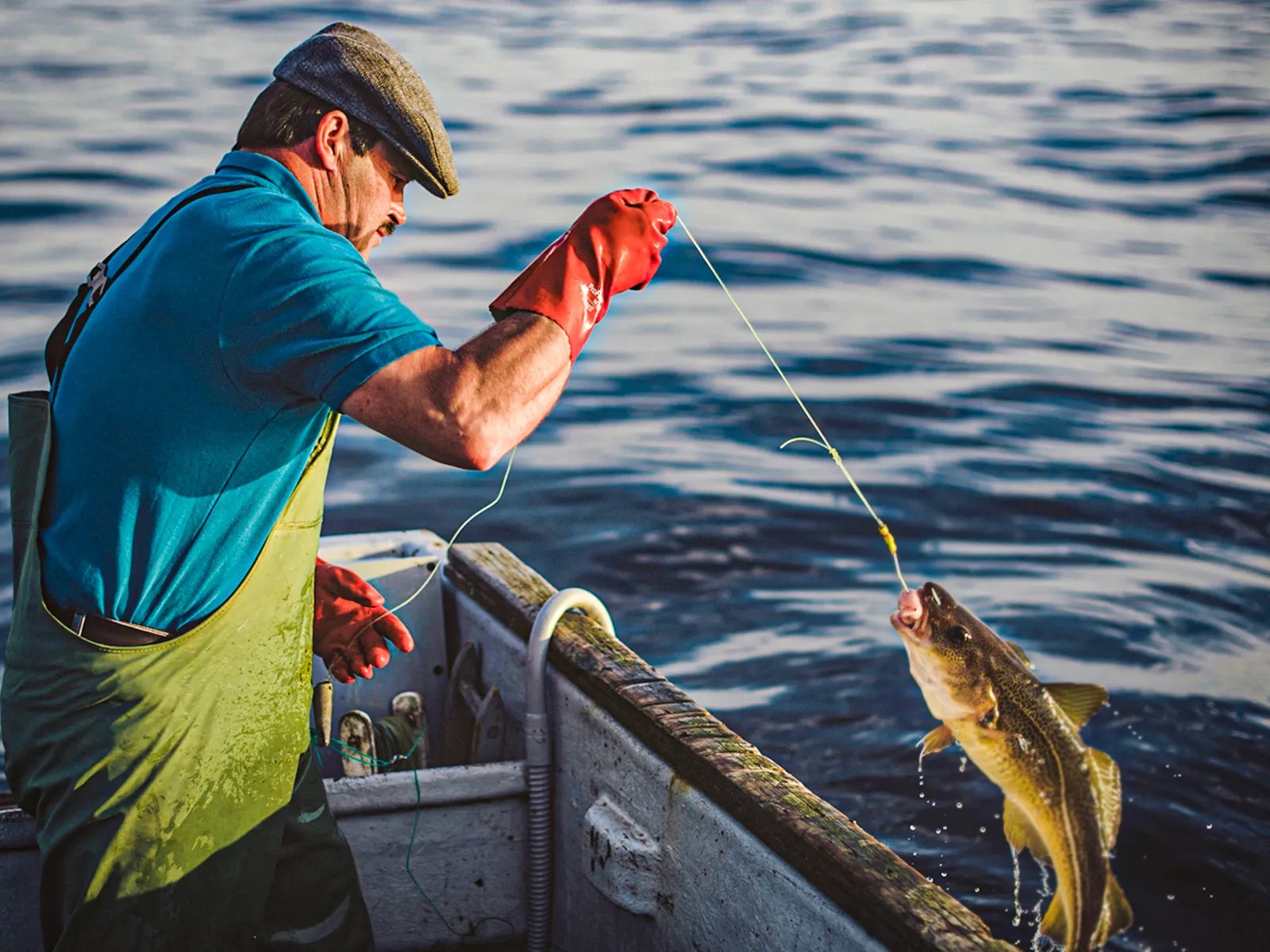
手线捕鱼

手线捕鱼（英語：handline fishing）简称手钓（handlining），是用手直接拉扯鱼线的捕鱼方法。做为人类最古老的钓鱼方法，手线与最常见的垂钓之间最大的区别是除了之间挂在鱼线末端的鱼钩、鱼饵和鱼漂（或沉子）以外，不额外使用鱼竿、卷线器（但可能还会用卷筒装线）等其它任何渔具。
今天，这种古老的捕鱼方法已经传遍全世界。在海水中，这种捕鱼方法可以用来钓鱿鱼、乌贼，特殊地点偶尔可以捕捉到深海鱼类。在海洋里，这种方法是捕捉大型海洋鱼类的好方法，钓场可以选择在海滨或者坐船钓鱼。在淡水中，这种方法也被用来捕捉淡水鱼，板鱼、鼓眼鱼、鲑鱼都能使用这种方法来捕捉，同时也可以冰钓。